# Hélène Feillet
Pour les articles homonymes, voir Feillet.
Hélène Feillet, née le 2 novembre 1812 à Paris et morte le 9 décembre 1889 à Biarritz, est une artiste peintre et lithographe française.

## Biographie

### Enfance et formation

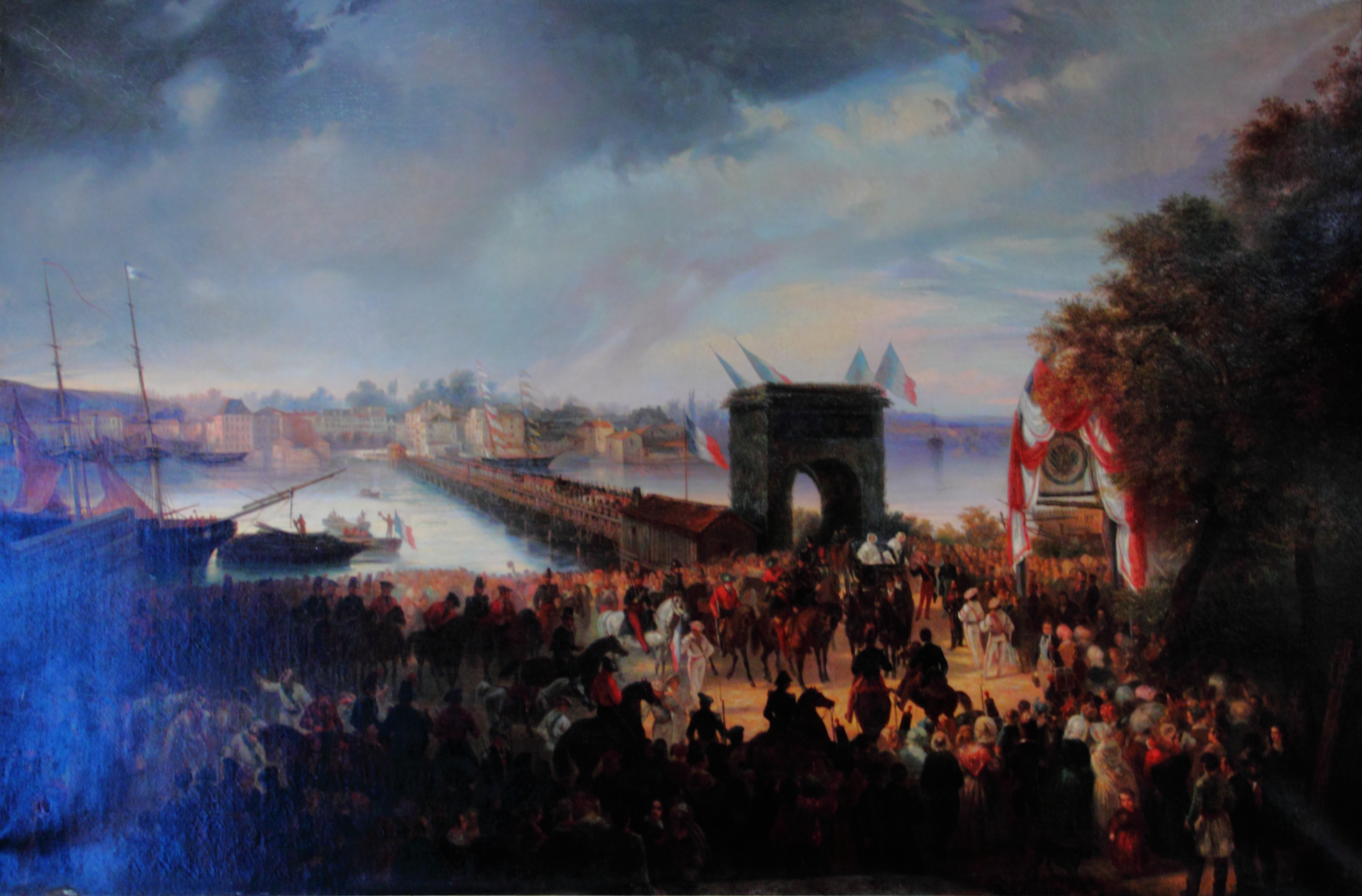
Arrivée à Bayonne du duc et de la duchesse d'Orléans en 1839, peinture d'Hélène Feillet.

Joséphine Jeanne Hélène Feillet naît le 2 novembre 1812 à Paris. Elle est la fille de l'artiste Pierre Jacques Feillet et de Hélène Pernotin.
Elle apprend le dessin et la peinture auprès de son père et d'Ary Scheffer. Après un séjour de plusieurs années à Madrid, la famille s'installe en 1834 à Bayonne.

### Hélène Feillet peintre
Peintre accomplie, Hélène Feuillet laisse des portraits, des paysages, des scènes historiques et de nombreuses représentations régionalistes (bibliothèque municipale de Toulouse, musée de la Marine du Mans). Son Arrivée à Bayonne du duc et de la duchesse d'Orléans (1842) est une commande du ministère de l'Intérieur.
Elle expose régulièrement au Salon à partir de 1836 et expose à Londres en 1855.

### Hélène Feillet lithographe
À partir de 1835, l'artiste fournit des lithographies pour la revue espagnole El Artista. Elle illustre ensuite des albums sur le Pays basque, comme l'ouvrage de Félix Morel, (Bayonne, vues historiques et descriptives). Elle travaille également pour les publications de Charles-Henri Hennebutte, l'époux de sa sœur Blanche Feillet, également lithographe (Album des deux frontières, Guide du voyageur de Bayonne à Saint-Sébastien).
Entre 1850 et 1870, elle illustre également des manuels scientifiques.
Elle vit un temps à deux adresses : l'une à Paris, 2 rue d'Enfer, et l'autre à Bayonne, rue de la Galuperie. Elle voyage à plusieurs reprises en Espagne et en Angleterre.
Hélène Feillet meurt le 9 décembre 1889 à la villa Léonard, rue de l'Industrie, à Biarritz. Une rue porte son nom à Bayonne.